# Màxim Victorí
Màxim Victorí, en llatí Maximus Victorinus, fou un escriptor romà del qual les dades personals són inexistent o confoses. Hi ha tendència a considerar-lo el mateix personatge que Gai Mari Victorí, pels títols i temes que tracta, però alguns erudits el consideren un personatge clarament diferenciat. Se'n conserven tres escrits.
Les obres, de curta extensió, són:
- De Re Grammatica
- De Carmine Heroico
- De Ratione Metrorum.

Els manuscrits conservats donen com a nom de l'autor Màxim Victorí.